# Taxi für eine Leiche
Taxi für eine Leiche ist eine österreichische TV-Kriminalkomödie aus dem Jahr 2002 von Wolfgang Murnberger. Das Drehbuch schrieb Murnberger selbst nach dem Roman Ende der Vorstellung von Edith Kneifl.

## Handlung
Im Wiener Vorstadtkino der Hermine Fritz bleibt nach einer Filmvorführung eine Leiche sitzen. Es scheint sich um ein weiteres Opfer des „Krawattenmörders“ zu handeln, und die Kinobesitzerin Hermine befürchtet durch die polizeilichen Ermittlungen und entsprechende Veröffentlichungen in der Presse Geschäftseinbußen. Also muss die Leiche weg.
Hermine bittet ihren Freund Schorsch, Oberkellner im Café „Nachtigall“, um Hilfe. Er verweigert diese zunächst, ist aber für eine Nacht mit ihr letztlich doch bereit dazu. Doch als sie die Leiche entfernen wollen, ist sie bereits verschwunden. Es entwickelt sich ein Verwirrspiel, in dem auch die Friseurin (und Gelegenheitsprostituierte) Lotte und deren eifersüchtiger Partner, der Taxifahrer Wurli, aber auch der Filmvorführer Max und manche Cafégäste in Verdacht geraten.

## Hintergrund
Der Film ist eine Adaption der Romanvorlage Ende der Vorstellung von Edith Kneifl. Er ersetzt aber (neben anderen geringen Änderungen) die Mordmethode Durchschneiden der Kehle durch das Erwürgen mit einer Krawatte.
Die Handlung wird ins Jahr 1999 verlagert. Im Café „Nachtigall“ hört man im Hintergrund Ausschnitte einer Live-Übertragung vom 27. März 1999 des Fußballspiels Spanien gegen Österreich, das 9:0 endete, während der erste Mord des Krawattenmörders in einer Straßenbahn geschieht. Der zweite Mord in einem Theater führt zur Schließung des Theaters und in der Folge zur Angst der Kinobesitzerin Hermine vor den Folgen der Entdeckung der Leiche im Kino.
Vor der Kulisse eines beschaulichen Wiens um die Jahrtausendwende agieren hochrangige Schauspieler des Wiener Burgtheaters.

## Auszeichnung
2003: Romy für den besten Fernsehfilm